# 莱特 (怀俄明州)
莱特（英語：Wright），是美国怀俄明州坎貝尔县（Campbell）下属的一座城市。该市的人口在2000年为1,347人，2010年有1,807，2011年则估计有1,826人。